# Speerfische
Die Speerfische (Istiophoridae), für Arten aus den Gattungen Istiompax, Kajikia und Makaira ist auch der Name Marline gebräuchlich, sind große Raubfische der offenen Hochsee. Sie leben in wärmeren Bereichen von Atlantik, Pazifik, Indischem Ozean und im Mittelmeer. Es sind hervorragende Schwimmer, die hohe Geschwindigkeiten erreichen können und weite, transozeanische Wanderungen unternehmen. Alle Arten sind bei Sportfischern beliebt, viele sind bereits in ihrem Bestand bedroht. Im Unterschied zu ihrer Schwesterart, dem Schwertfisch (Xiphias gladius), der über ein abgeflachtes „Schwert“ verfügt, ist ihr Rostrum im Querschnitt rund.

## Merkmale
Speerfische haben einen langen, seitlich abgeflachten Rumpf, der in einen schlanken, zwei Kiele an jeder Seite tragenden Schwanzstiel übergeht. Die Schwanzflosse ist gegabelt und wie die Brustflossen sichelförmig. Die Fächerfische (Istiophorus) haben eine übergroße, unregelmäßig geformte erste Rückenflosse. Die sehr lange erste Rückenflosse und die erste Afterflosse können in Furchen zurückgelegt werden. Namensgebend ist der im Querschnitt runde Oberkiefer-„Speer“ (das aus Praemaxillaria und Maxillaria verwachsene Rostrum). Er ist wesentlich kürzer als das „Schwert“ der Schwertfische. Das Seitenlinienorgan ist bei juvenilen Tieren gut entwickelt und wird mit zunehmendem Alter etwas zurückgebildet. Die Schuppen sind in der Haut versenkt, klein und spitz. Fächer- und Speerfische haben 24 Wirbel.
Die größte Art, der Blaue Marlin, wird fünf Meter lang, während der im Mittelmeer und im Ostatlantik lebende Tetrapturus georgii als kleinste Art eine Länge von 1,85 Meter erreicht.

## Ernährung
Speerfische jagen in Gruppen nahe der Wasseroberfläche Sardinen, Makrelen, Hornhechte, Fliegende Fische, Gold- und Stachelmakrelen. Sie koordinieren ihre Verfolgungs- und Einkreisungsjagden durch Farbsignale, die für das menschliche Auge kaum sichtbar sind (rasches Farbwechselspiel). Auch die große, unregelmäßig geformte dunkle Rückenflosse, die beim schnellen Schwimmen in eine Rinne niedergelegt ist, hilft beim Zusammentreiben und Erschrecken der Beute, die an die Oberfläche gedrängt wird. Nutznießer sind dabei auch Meeresvögel wie Tölpel oder Fregattvögel.

## Systematik
Es gibt fünf Gattungen mit neun Arten. Der Fächerfisch (Istiophorus platypterus) hat eine segelförmige erste Rückenflosse, die höher als die Körperhöhe ist, und ist dadurch gut von den anderen Arten zu unterscheiden. 
- Familie Istiophoridae (Fächer- und Speerfische)
  - Gattung Istiompax Whitley, 1931
    - Schwarzer Marlin (Istiompax indica (Cuvier, 1832))

  - Gattung Fächerfische (Istiophorus Lacepède, 1801)
    - Fächerfisch oder Segelfisch (Istiophorus platypterus (Shaw, 1792))

  - Gattung Kajikia Hirasaka & Nakamura, 1947
    - Weißer Marlin (Kajikia albida (Poey, 1860))
    - Gestreifter Marlin (Kajikia audax (Philippi, 1887))

  - Gattung Makaira Lacepède, 1802
    - Blauer Marlin (Makaira nigricans Lacepède, 1802)

  - Gattung Tetrapturus Rafinesque, 1810
    - Kurzschnäuziger Speerfisch (Tetrapturus angustirostris Tanaka, 1915)
    - Mittelmeer-Speerfisch (Tetrapturus belone Rafinesque, 1810)
    - Rundschuppen-Speerfisch (Tetrapturus georgii Lowe, 1841)
    - Langschnäuziger Speerfisch (Tetrapturus pfluegeri Robins & de Sylva, 1963)